# Cynaryzyna
Cynaryzyna (łac. Cinnarizinum) – organiczny związek chemiczny, pochodna piperazyny, lek hamujący odruch wymiotny oraz działający nootropowo.

## Działanie
Jest antagonistą wapnia, co objawia się działaniem rozkurczowym na naczynia krwionośne. Poprawia krążenie obwodowe, mózgowe i wieńcowe, powstrzymuje mdłości. Działa również lekko uspokajająco oraz znieczulająco. Powoduje poprawę procesów myślowych (poprzez lepsze dotlenienie mózgu). Ponadto hamuje wpływ kinin na naczynia krwionośne, w wyniku czego dochodzi do zwiększenia przepływu krwi. Może osłabiać sprawność psychoruchową (nie powinno się prowadzić samochodu, będąc pod wpływem tego leku). Działanie cynaryzyny utrzymuje się przez około 24 godziny.

## Zastosowania
Cynaryzyna jest stosowana w zaburzeniach krążenia mózgowego na tle miażdżycy, zawrotach i bólach głowy, szumie w uszach, stanach pourazowych, zaburzeniach krążenia obwodowego, niedokrwieniu kończyn, nudności i wymiotach (choroba lokomocyjna), zaburzeniach błędnikowych, nieżycie nosa, reakcjach alergicznych skóry.

## Preparaty
Leki zawierające cynaryzynę: Cinnarizinum, Stugeron.
Związek został zsyntetyzowany w 1955 roku przez firmę Janssen Pharmaceutica.

## Dawkowanie
50–150 mg na dobę podzielone na 2 lub 3 dawki. W ostrych stanach alergicznych 50 mg 4 razy dziennie.

## Interakcje
Alkohol nasila nasenne i uspokajające działanie cynaryzyny.